# Ochrolechia antillarum
Ochrolechia antillarum är en lavart som beskrevs av Brodo. Ochrolechia antillarum ingår i släktet Ochrolechia och familjen Ochrolechiaceae.   Inga underarter finns listade i Catalogue of Life.